# شورچی
شورچی (به ازبکی: Shurchi) یک منطقهٔ مسکونی در ازبکستان است که در ولایت سرخان‌دریا واقع شده‌است. شورچی ۲۱٬۹۰۰ نفر جمعیت دارد.